# Elsemieke Hillen

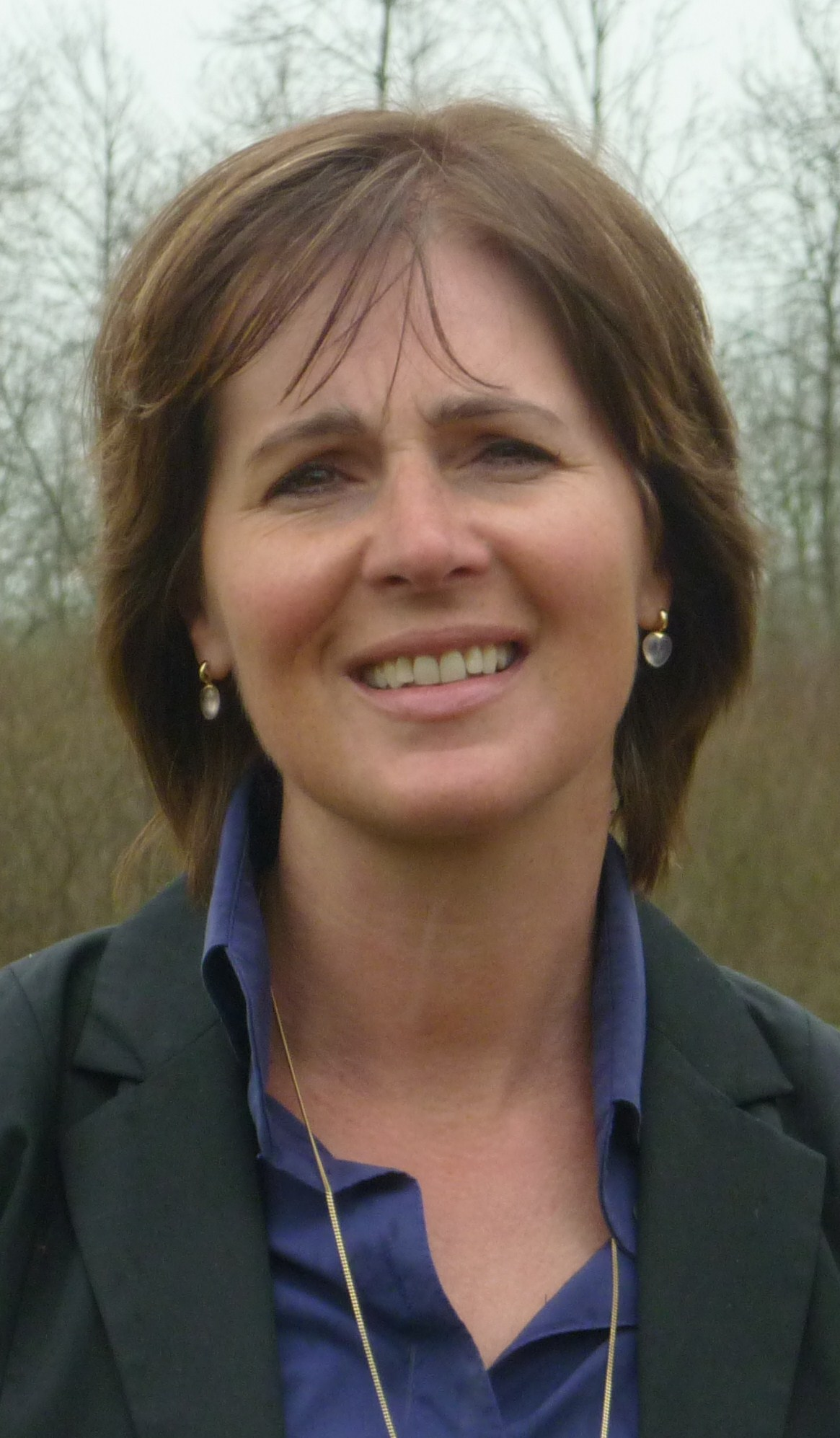
Elsemieke Havenga (2010)

Francisca Elisabeth Maria „Elsemieke“ Hillen, nach Heirat Elsemieke Havenga, (* 30. September 1959 in Den Haag) ist eine ehemalige niederländische Hockeyspielerin. Sie gewann mit der niederländischen Nationalmannschaft die olympische Goldmedaille 1984 und war Weltmeisterin 1978, 1983 sowie 1986.

## Sportliche Karriere
Elsemieke Hillen war mit dem Amsterdamsche Hockey & Bandy Club mehrfache niederländische Meisterin. Von 1978 bis 1986 trat sie in 109 Länderspielen für die niederländische Nationalmannschaft an.
Hillen gewann mit der niederländischen Mannschaft bei der Weltmeisterschaft 1978 in Madrid in ihrer Vorrundengruppe alle vier Spiele und besiegten im Halbfinale die belgische Mannschaft mit 6:0. Im Finale bezwangen sie die Deutschen mit 1:0. Bei der Weltmeisterschaft 1981 unterlagen die Niederländerinnen im Finale von Buenos Aires der deutschen Mannschaft im Siebenmeterschießen. Zwei Jahre später gewannen die Niederländerinnen den Titel bei der Weltmeisterschaft 1983 in Kuala Lumpur mit einem 4:2-Sieg über Kanada.
Im Mai 1984 fand in Lille die erste Europameisterschaft der Damen statt. Die Niederlande unterlagen in der Vorrunde der Mannschaft aus der Sowjetunion mit 2:3. Im Finale trafen die beiden Teams wieder aufeinander und diesmal gewannen die Niederländerinnen mit 2:0. Die Mannschaft aus der Sowjetunion war bei den Olympischen Spielen 1984 in Los Angeles wegen des Olympiaboykotts nicht am Start. Insgesamt nahmen sechs Mannschaften teil, darunter aus Europa nur die Europameisterinnen aus den Niederlanden und die Europameisterschaftsdritten aus Deutschland. Die Niederländerinnen gewannen vier Spiele und spielten gegen Kanada unentschieden. Damit erhielten sie die Goldmedaille vor den Deutschen.
Die Niederlande waren 1986 gastgebende Nation bei der Weltmeisterschaft in Amstelveen. Die niederländische Mannschaft gewann ihre Vorrundengruppe und bezwang im Halbfinale die neuseeländische Nationalmannschaft mit 3:1. Im Finale gewannen die Niederländerinnen gegen die deutschen Damen mit 3:0. Bis 2018 gewannen nur die Niederländerinnen Lisette Sevens, Sandra Le Poole und Elsemieke Hillen drei Weltmeistertitel. 42 weitere Hockeyspielerinnen gewannen bis 2018 zwei Weltmeistertitel.
Elsemieke Havenga präsentierte später auf niederländischen Fernsehsendern Nachrichten und andere Sendungen mit aktuellem Bezug.